# Cristià Albert de Holstein-Gottorp
Cristià Albert de Holstein-Gottorp —Christian Albrecht von Schleswig-Holstein-Gottorf (alemany)— (palau Gottorf, Slesvig, 3 de febrer de 1641 -Slesvig, 6 de gener de 1695) fou un noble alemany de la Casa d'Oldenburg.
Fill de Frederic III de Schleswig-Holstein-Gottorp (1597-1659) i de Maria Elisabet de Saxònia (1610-1684). El 24 d'octubre de 1667 es va casar al palau de Glücksburg amb la princesa Frederica Amàlia de Dinamarca, filla del rei Frederic III de Dinamarca (1609-1670) i de Sofia Amàlia de Brunsvic-Lüneburg
(1628-1685). El matrimoni va tenir quatre fills:
- Sofia Amàlia (1670-1710), casada amb el príncep August Guillem de Brunsvic-Wolfenbüttel (1662-1731).
- Frederic IV (1671-1702), casat amb Hedwig Sofia de Suècia (1681-1708).
- Cristià August (1673-1726), casat amb Albertina Frederica de Baden-Durlach (1682-1755).
- Maria Elisabet (1678-1755), abadessa de Quedlingburg.

En morir el seu pare, el 1659, assetjat al castell de Töning pel rei Frederic III de Dinamarca, va assumir la titularitat del ducat de Holstein-Gottorp. Davant de l'ocupació danesa, el nou duc va haver de fugir a Hamburg en diverses ocasions. Des de llavors, aliat amb Suècia, la seva vida estaria sempre marcada pel conflicte permanent amb Dinamarca, malgrat l'intent de fer-hi les paus a través del seu casament amb la princesa danesa Frederica Amàlia. Va fundar la Universitat de Kiel el 5 d'octubre de 1665.